# شيرلي تيلغمان
شيرلي ماري تيلغمان (بالإنجليزية: Shirley Marie Tilghman) الحاصلة على وسام كندا وزمالة الجمعية الملكية، (من مواليد 17 سبتمبر 1946) هي باحثة من أمريكا الشمالية في البيولوجيا الجزيئية علم الأحياء الجزيئي وإدارية أكاديمية. وتعمل الآن أستاذة في علم الأحياء الجزيئي والسياسة العامة والرئيسية الخارجة من جامعة برينستون.
كانت تيلغمان الرئيس التاسع عشر لجامعة برينستون، وكانت أول امرأة تشغل المنصب وثاني امرأة تشغل منصب رئيسة رابطة اللبلاب. وكانت تيلغمان أيضًا أول عالم بيولوجي يتولى رئاسة جامعة برينستون، وكانت خامس رئيس «مولود في الخارج» لبرينستون، والأكاديمي الثاني المولود في كندا الذي يتم انتخابه في هذا المنصب.
كان تيلغمان رائدة في مجال البيولوجيا الجزيئية، عضوًا في هيئة التدريس في جامعة برينستون لمدة خمسة عشر عامًا قبل تعيينها رئيسًا. وعادت إلى كلية برينستون كأستاذة في البيولوجيا الجزيئية. وبهذه الصفة، عادت إلى معهد لويس-سيغلر للجينوميات التكاملية كعضو في هيئة التدريس؛ بينما لا تشارك حاليًا في الأبحاث، إذ تنصح بنشاط الطلاب الجامعيين في أبحاثهم المستقلة، بما في ذلك الأطروحة العليا لكبار السن.

## حياتها المبكرة والعائلية
وُلدت تيلغمان في تورونتو بولاية أونتاريو في كندا. وكطفلة صغيرة، شجع والدها اهتمامها بالرياضيات. تخرجت من مدرسة كلفن الثانوية في وينيبيغ بمانيتوبا وحصلت على درجة البكالوريوس مع مرتبة الشرف في الكيمياء من جامعة كوينز في كينغستون بأونتاريو في عام 1968. عملت معلمة في مدرسة ثانوية في سيراليون بغرب أفريقيا في برنامج خدمات الجامعة الكندية في الخارج (CUSO). وحصلت تيلغمان على درجة الدكتوراه في الكيمياء الحيوية من جامعة تمبل في فيلادلفيا بولاية بنسلفانيا تحت إشراف ريتشارد دبليو هانسون. كانت تيلغمان كان أول طالب دراسات عليا في هانسون. كان عنوان أطروحتها الدكتوراه بعنوان «التنظيم الهرموني للكرايوكسيكيناز فوسفوفينيل بيروفات»

## حياتها الشخصية
تزوجت جوزيف تيلغمان في عام 1970. انتهى هذا الزواج في عام 1983، تاركا شيرلي مع حضانة ابنتهما الصغيرة (ريبيكا) وابنها الرضيع (اليكس). وتعزو شيرلي موازنتها الناجحة في المهنة العلمية وترعى عائلتها في التنظيم والتركيز. كان هدفها هو عدم الشعور بالذنب أثناء العمل أو في المنزل، وبدلاً من ذلك ركزت على المهمة المطلوبة.

## أبحاثها
ركز عمل تيلغمان في علم الوراثة الجزيئية على تنظيم الجينات أثناء التطور، خاصةً في مجال الدمغ الجينومي.
قامت تيلغمان خلال دراسات ما بعد الدكتوراه في معاهد الصحة الوطنية الأمريكية بعدد من الاكتشافات بينما كانت عضوًا في الفريق الذي قام باستنساخ أول جين من الثدييات. واستطردت قائلةً إن جين الجلوبين كان مفصلاً، وهو اكتشاف ساعد على تأكيد بعض النظريات الثورية التي ظهرت بعد ذلك حول سلوك الجينات. واستمرت شيرلي في تحقيق اختراقات علمية كمحقق مستقل في معهد أبحاث السرطان في فيلادلفيا وأستاذ مساعد مشارك في علم الوراثة البشرية في جامعة بنسلفانيا.
ذهبت شيرلي إلى جامعة برينستون في عام 1986 كأستاذ في علوم الحياة. وبعد عامين، انضمت أيضًا إلى معهد هوارد هيوز الطبي كمحققة. كانت رائدة في استخدام الفئران لفهم سلوك الجينات من خلال البحث في تأثير إدخال الجين في الخلايا الجنينية.
وفي عام 1998، أخذت شيرلي على عاتقها مسؤوليات إضافية كمديرة مؤسسية لمعهد لويس سيجلر للتكامل الوراثي المتعدد التخصصات في كلية برينستون، مع الاستمرار في دراسة كيفية تجميع الجينات الذكرية والأنثوية ونتائج الفروق في تنظيم نمو الأجنة.
يتم تصنيف سلسلة تسلغمان الواسعة من الأبحاث المنشورة على موقع ببميد PubMed الحكومي الخاص بالمكتبة الوطنية الأمريكية للطب، وقسم معاهد الصحة الوطنية الأمريكية.

## وصلات خارجية
- A Tilghman timeline
- The announcement of Tilghman's appointment as the 19th president of Princeton
- Tilghman's biography from Princeton
- Office of the President of Princeton University
- Shirley Tilghman Video produced by Makers: Women Who Make America
- Shirley Tilghman iBiology Seminar: The Malthusian Dilemma in Biomedical Research